# Mein Schiff 6
Die Mein Schiff 6 ist ein Kreuzfahrtschiff der Reederei TUI Cruises. Es ist der vierte Neubau und wurde am 12. Mai 2017 in Dienst gestellt. Sie hat eine Länge von 295 Metern und ist für 2534 Passagiere zugelassen, in großen Teilen ist sie baugleich mit der Mein Schiff 5. Sie fährt unter maltesischer Flagge.

## Bau und Ablieferung

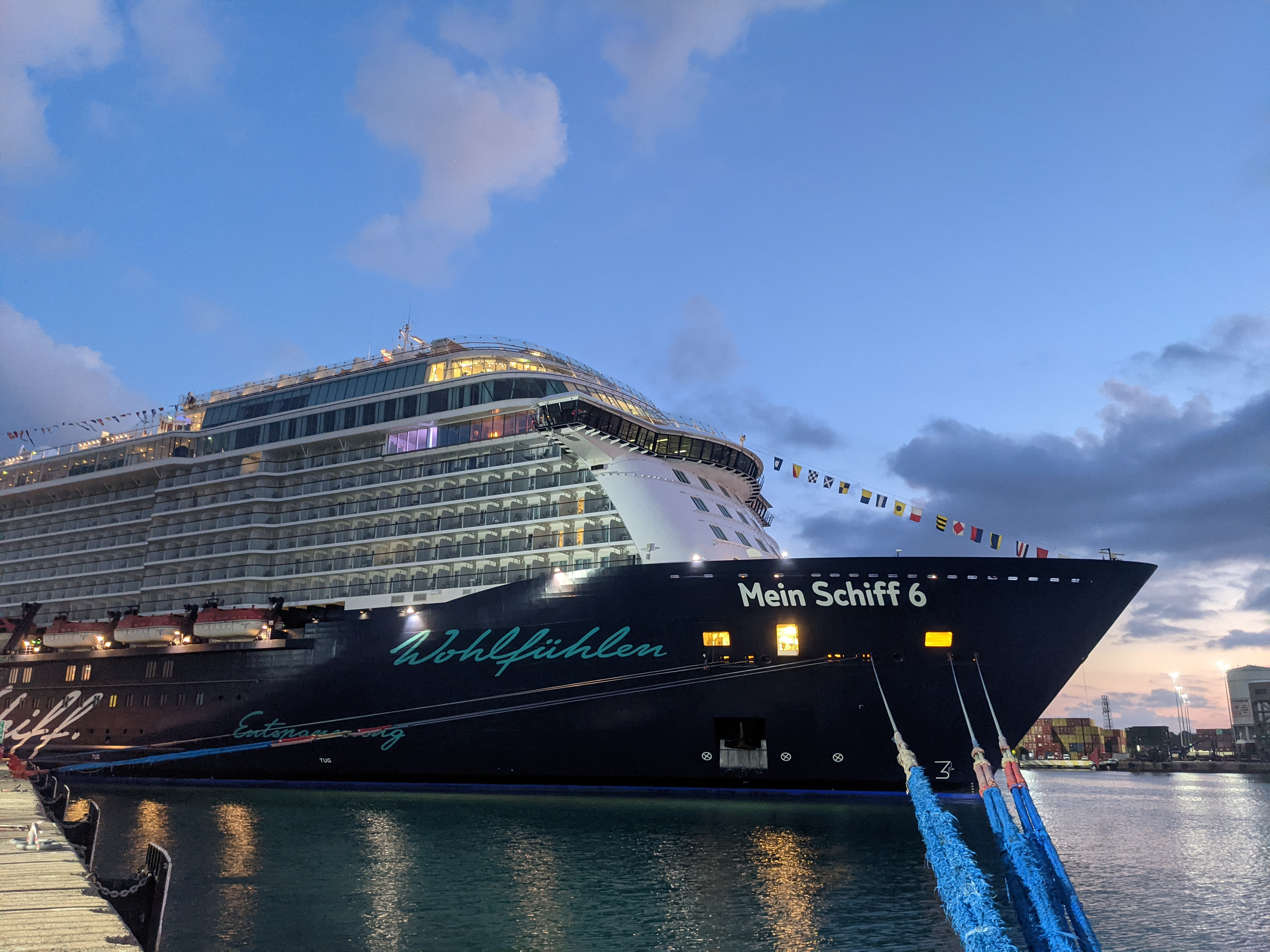
Mein Schiff 6 am Einschiffungstag in Antalya

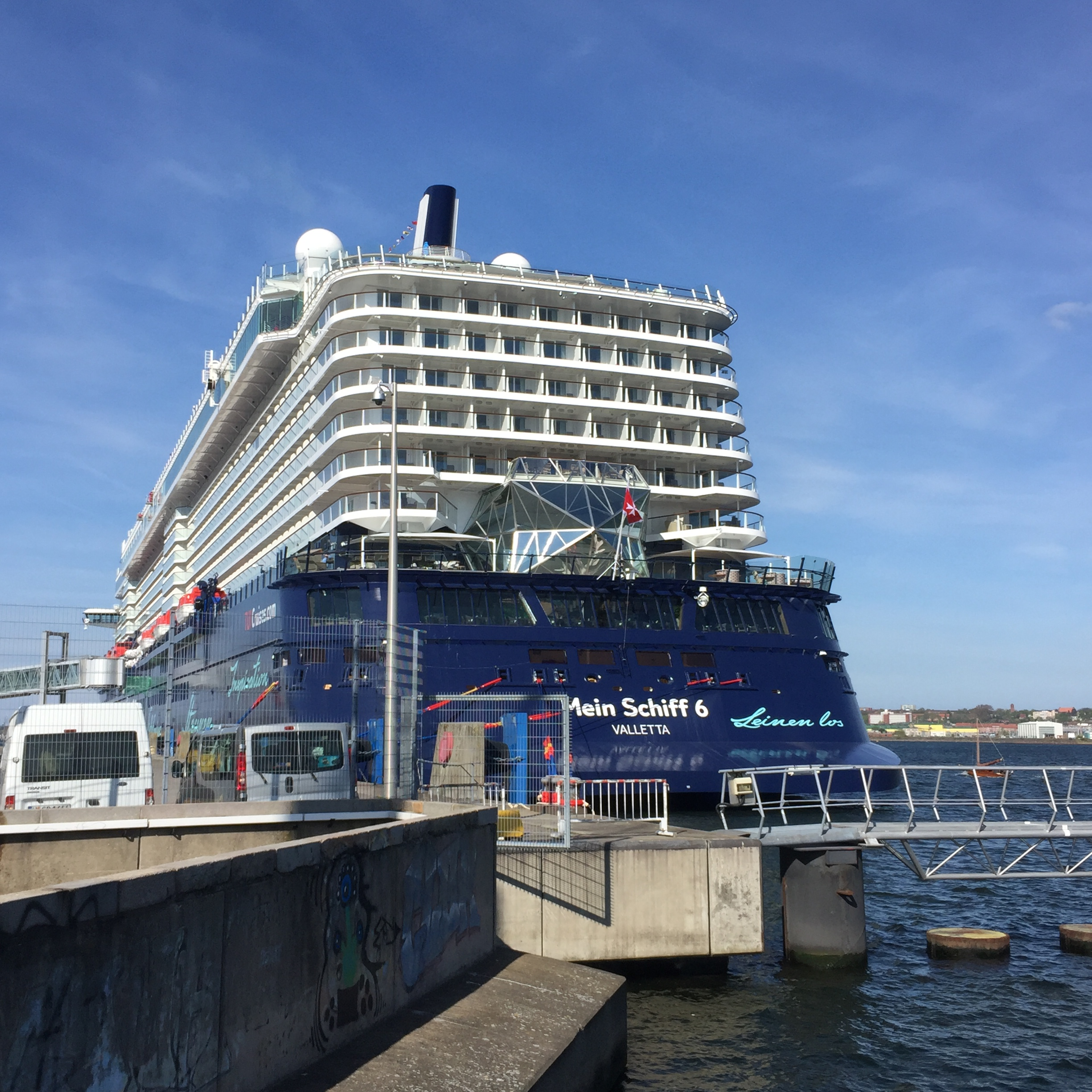
Heckansicht

TUI Cruises gab am 4. August 2014 die Mein Schiff 5 und die Mein Schiff 6 mit Ablieferung 2016 und 2017 bei STX Finland unter Vorbehalt in Auftrag. Rechtswirksam wurde der Auftrag im September 2014 durch die Beteiligung der Meyer Werft und die Umbenennung in Meyer Turku Oy. Der erste Stahlschnitt der Mein Schiff 6 erfolgte am 23. Juni 2015 und das Schiff wurde am 25. April 2016 unter der Baunummer 1390 auf Kiel gelegt. Statt des herkömmlichen Stapellaufs schwamm die Mein Schiff 6 am 3. Januar 2017 im Baudock auf und die ersten Seeerprobungen fanden im April 2017 statt.
Am 8. Mai 2017 wurde die Mein Schiff 6 in Turku an die Reederei übergeben, danach wurde sie am 11. Mai 2017 zur weiteren Ausrüstung an den Ostseekai nach Kiel verlegt, um nach einer ersten Ostseekreuzfahrt schließlich in Hamburg getauft zu werden. Die Schiffstaufe fand am 1. Juni 2017 vor der Elbphilharmonie statt; Taufpatin war Iveta Apkalna, die Titularorganistin der Elbphilharmonie. Die Tauffahrt führte nach Kiel, anschließend begann am 3. Juni die Jungfernfahrt in Richtung Nordkap.